# Enclos paroissial de Plougonven
L’enclos paroissial de Plougonven est situé dans la commune de Plougonven dans le Finistère autour de l'église Saint-Yves. L'ensemble formé par l'église, le calvaire et la chapelle funéraire ou ossuaire a été classé monument historique par arrêté du 7 mars 1916.

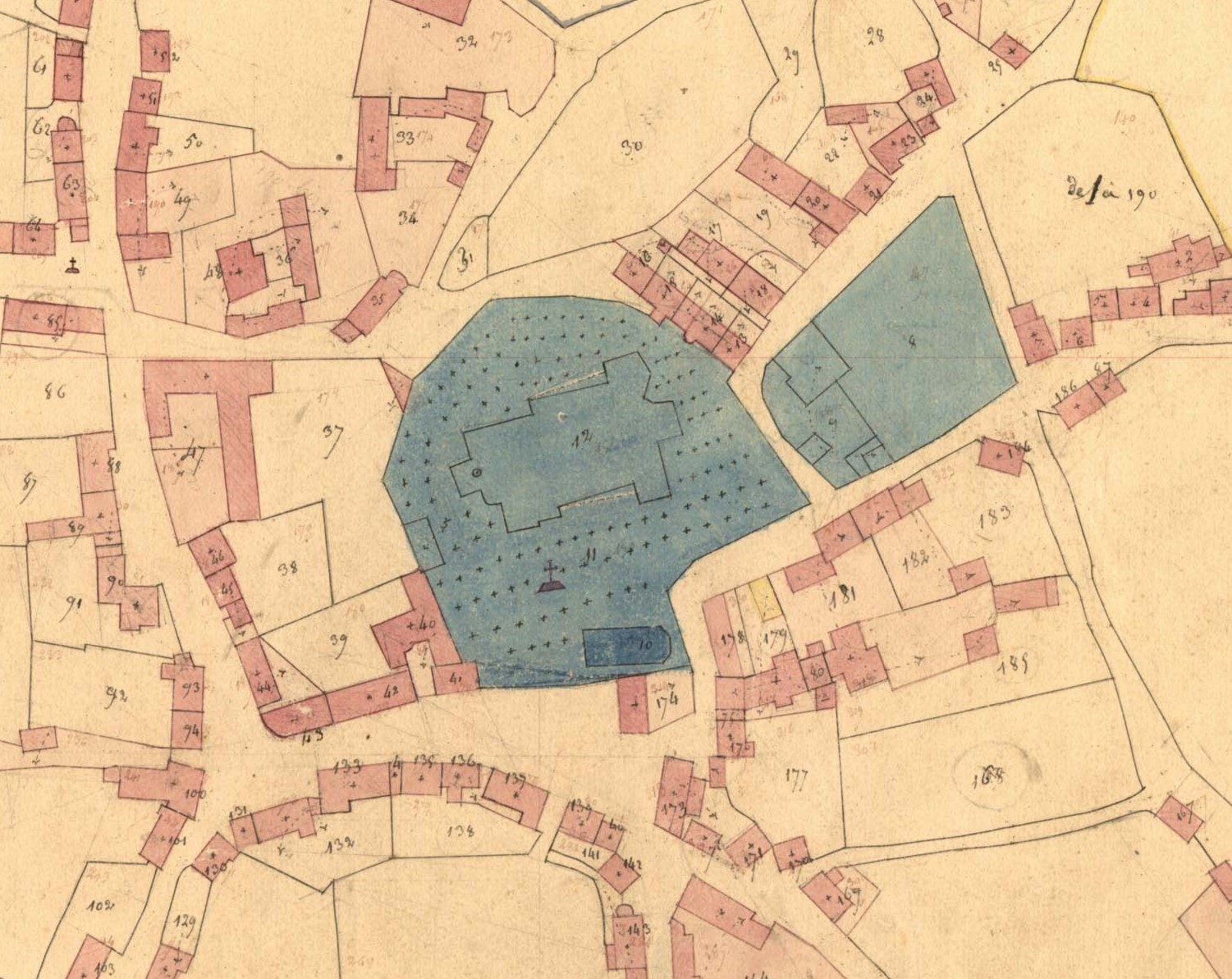
Plan de l'enclos en 1838. L'ossuaire est visible à l'ouest, le calvaire et la chapelle sont au sud de l'enclos.

## L'église Saint-Yves

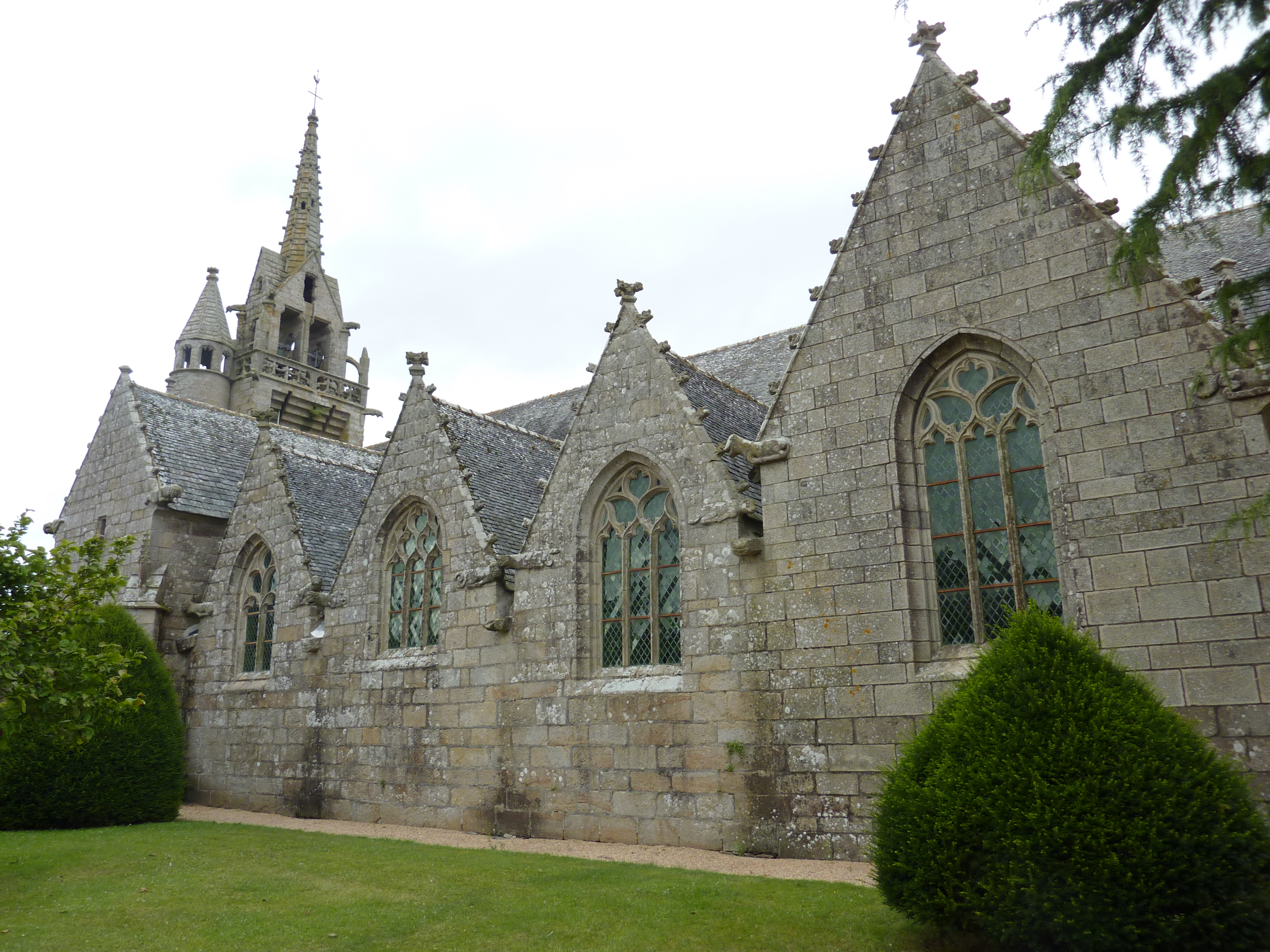
L'église paroissiale Saint-Yves vue du sud

L’église paroissiale Saint-Yves, construite entre 1511 (date du devis) et 1523, par Philippe Beaumanoir et de style gothique flamboyant, fut placée en 1532 sous le double vocable de la Trinité et de saint Yves et non plus sous le vocable de saint Conven comme pour l'église antérieure. Un incendie en 1930 l'endommagea gravement, elle fut restaurée en 1933. Elle est coiffée d'un élégant clocher à balcon avec tourelle d'escalier caractéristique du style Beaumanoir. De nombreuses gargouilles grimaçantes l'entourent. Ses autels en kersanton sont l'œuvre du sculpteur local Yann Larc'hantec. Les deux portes géminées du porche latéral sont surmontées des armes et de la devise de Pierre de Gaspern, sieur du Cosquer, panetier de la reine Claude de France (1513). Le porche porte une chambre des archives à l'étage.

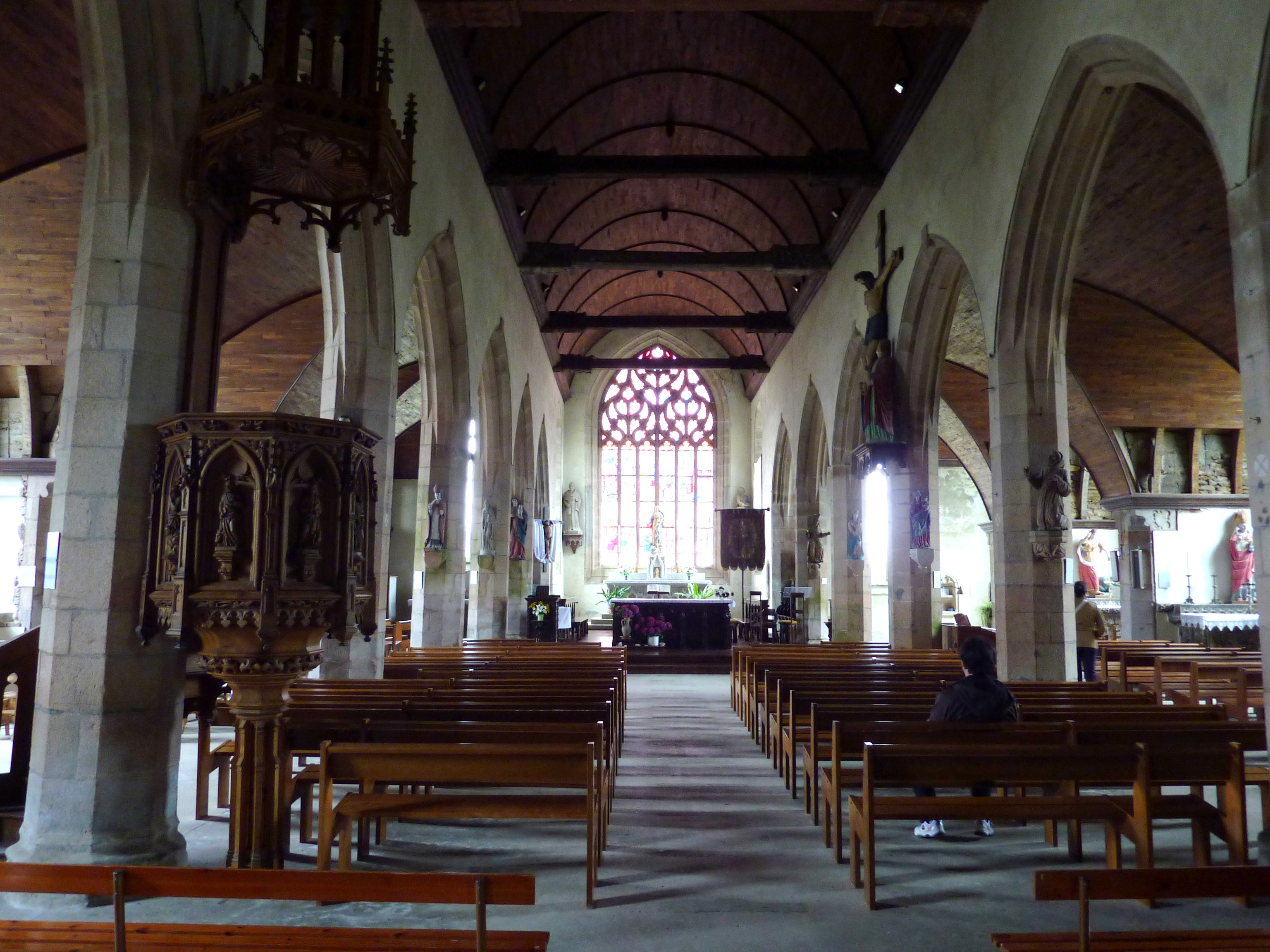
L'église paroissiale Saint-Yves : vue intérieure
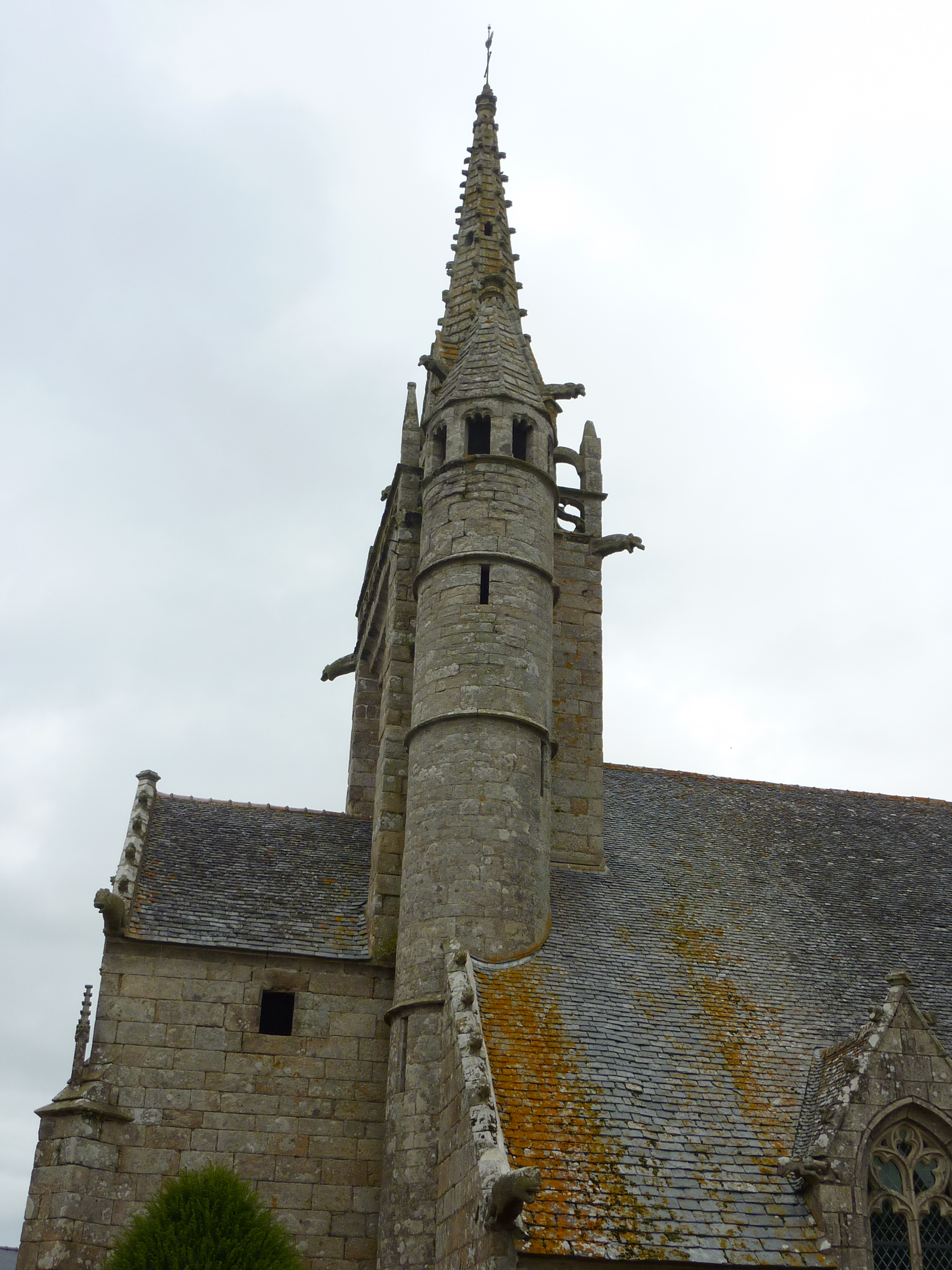
Le clocher de l'église paroissiale Saint-Yves
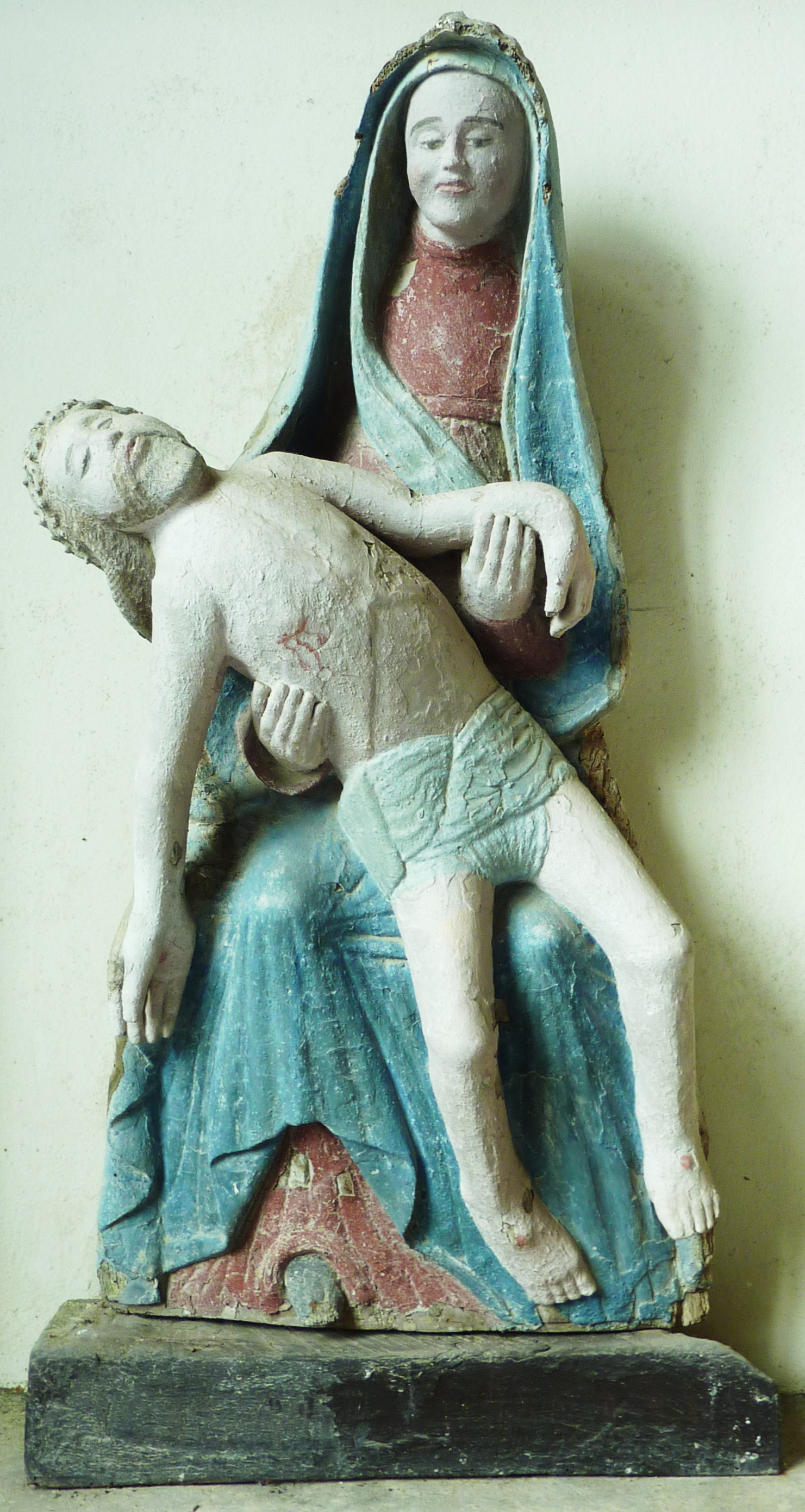
Église paroissiale Saint-Yves : piétà
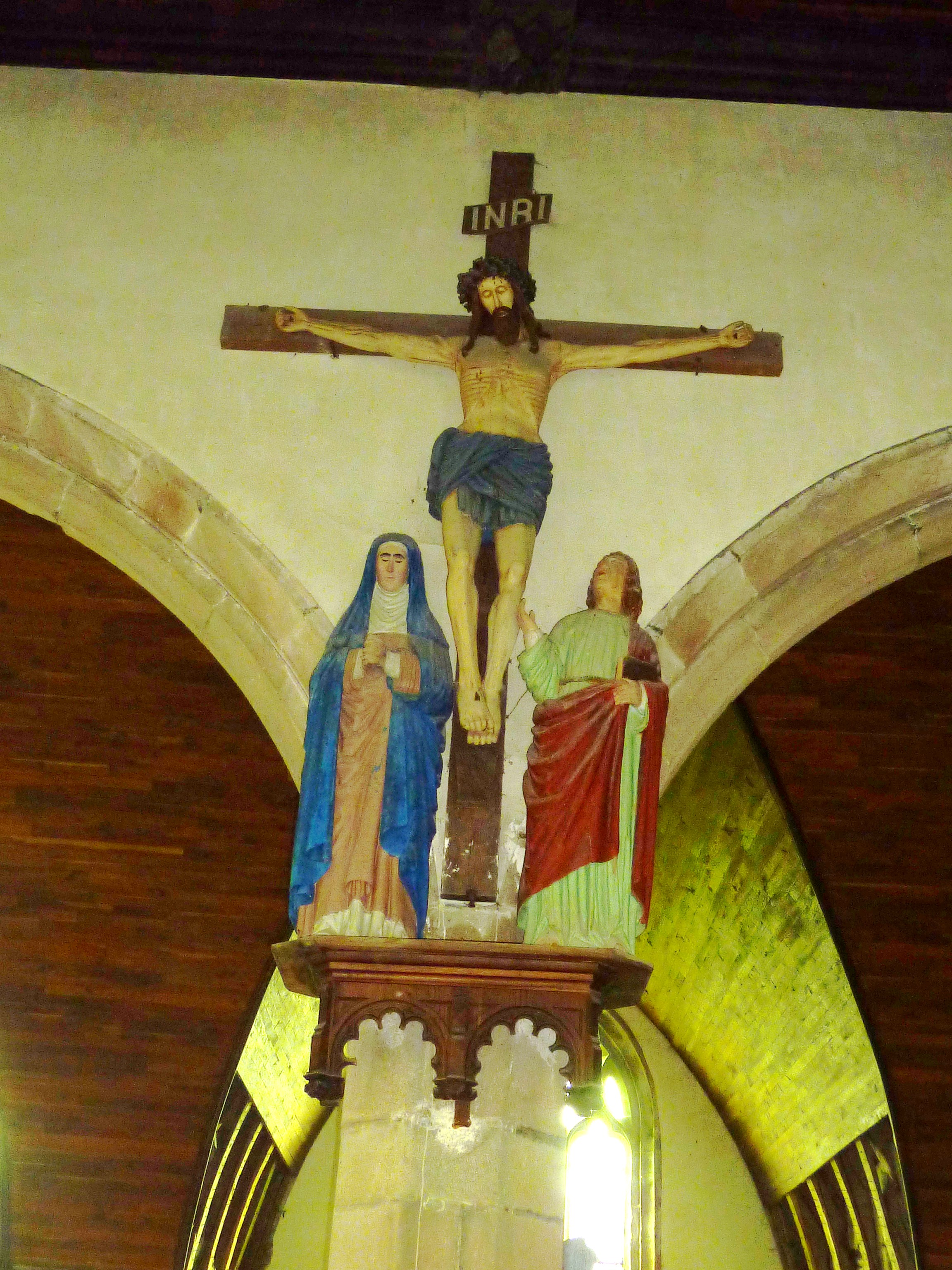
Église paroissiale Saint-Yves : crucifixion
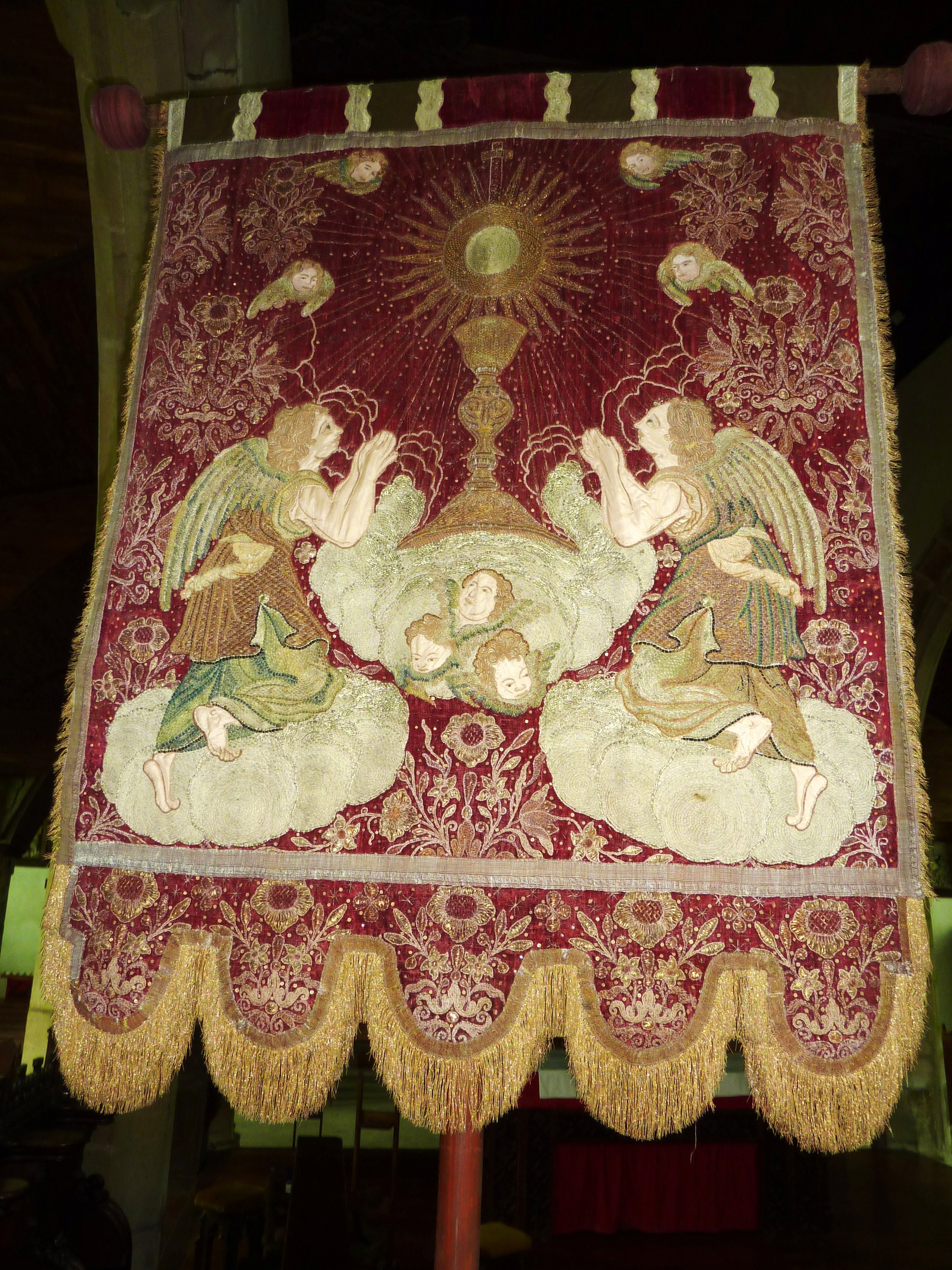
Église paroissiale : bannière de procession du XVIIe représentant l'adoration du Saint Sacrement (restaurée en 2006)
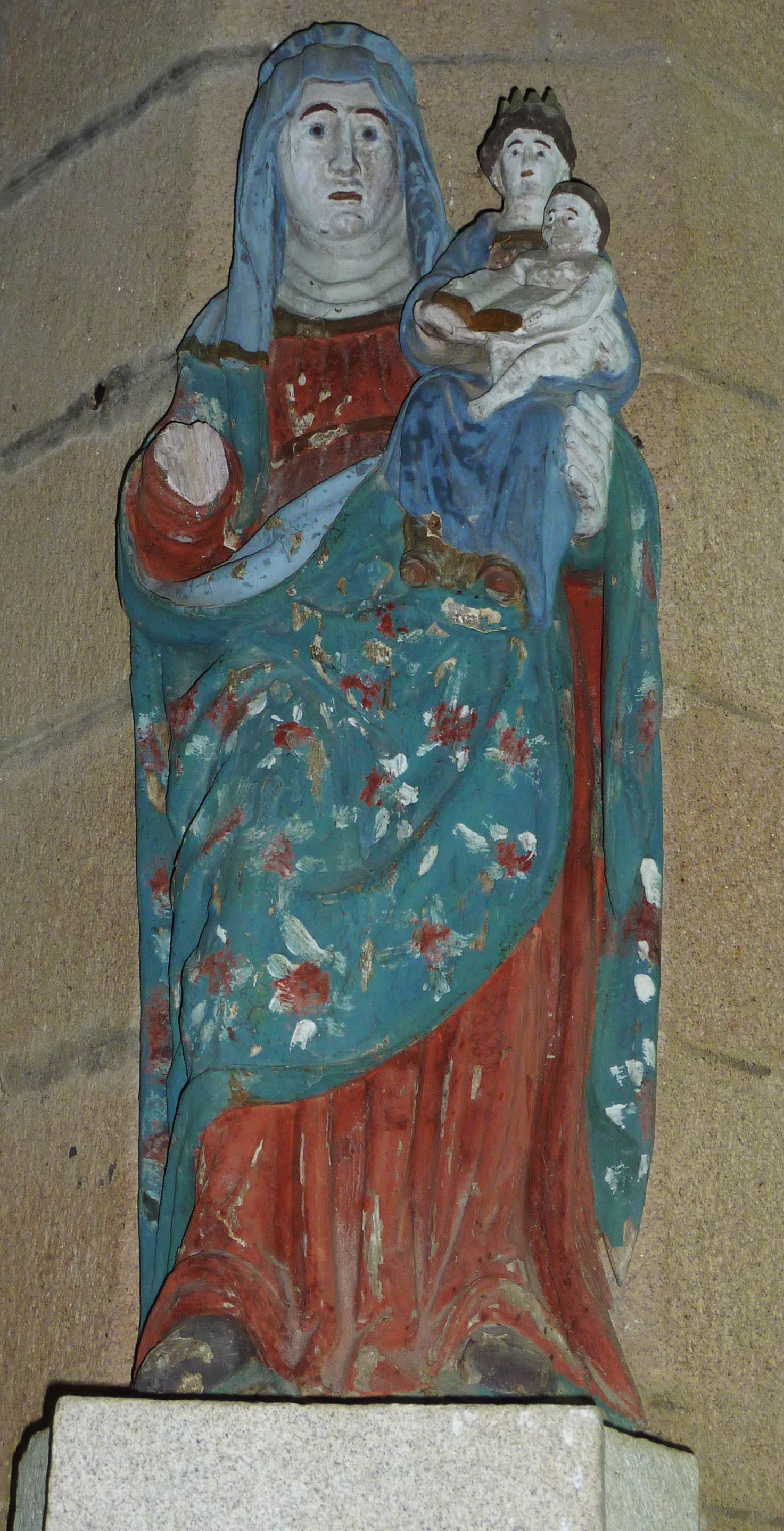
Sainte Anne trinitaire (avec la Vierge Marie et l'Enfant Jésus) provenant de la chapelle Christ
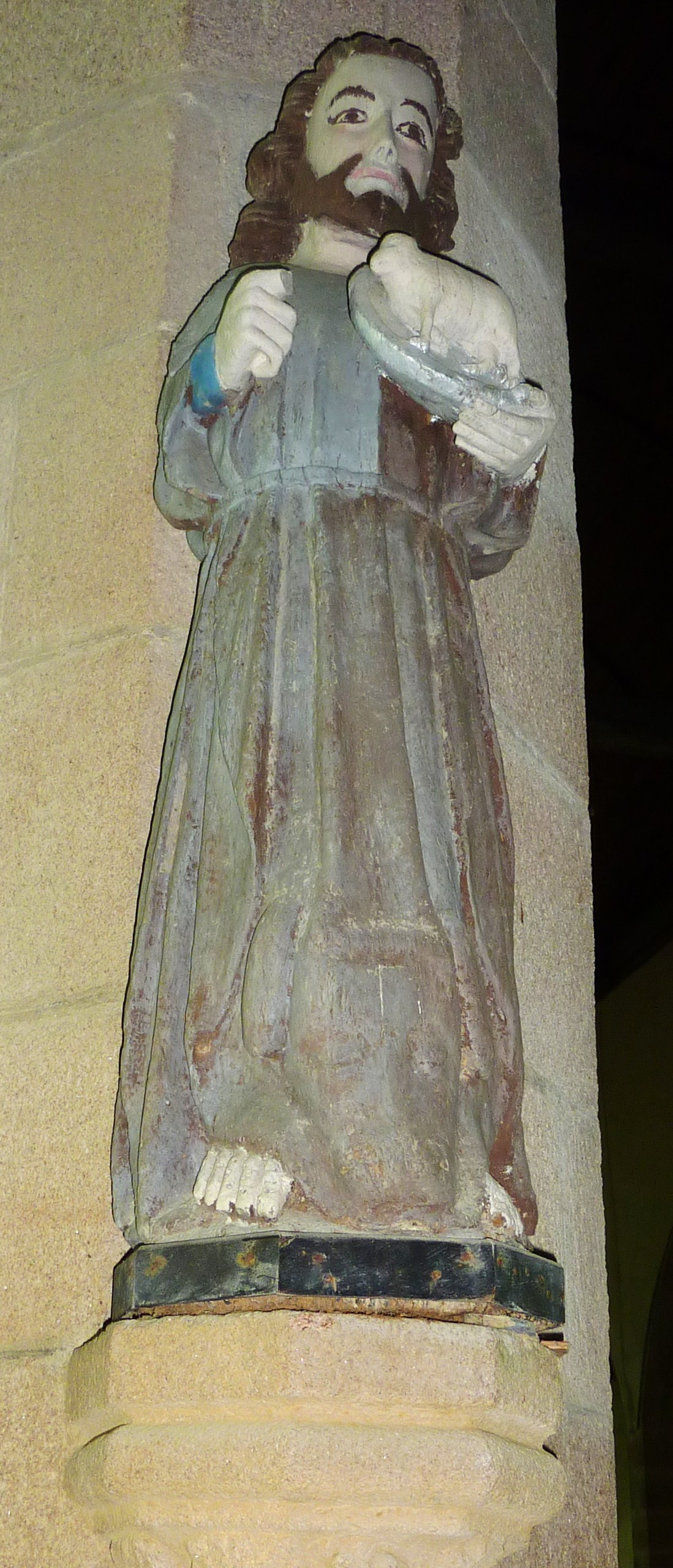
Église paroissiale : statue de saint Herbot
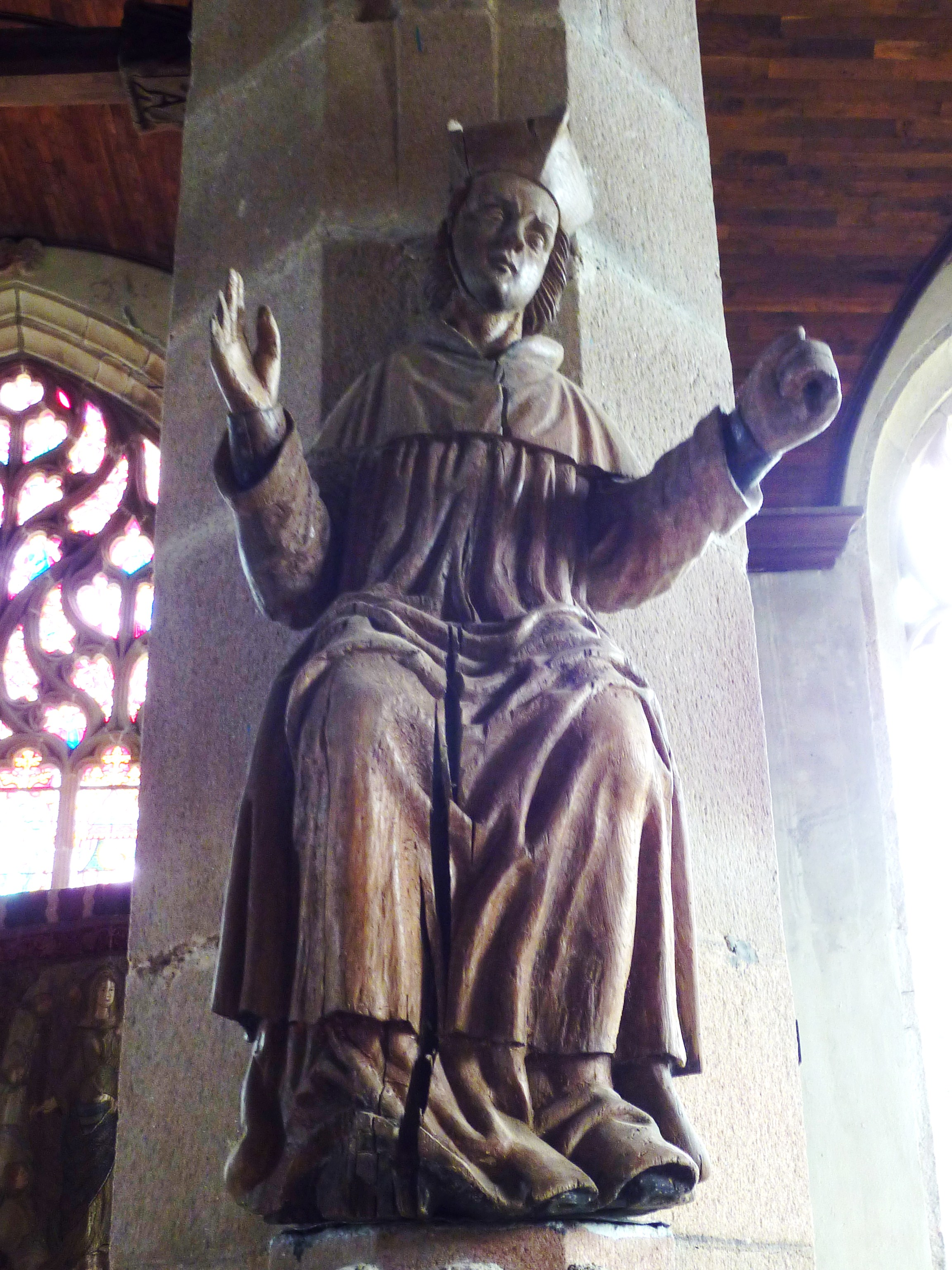
Église paroissiale : statue de saint Yves (datée de 1554)
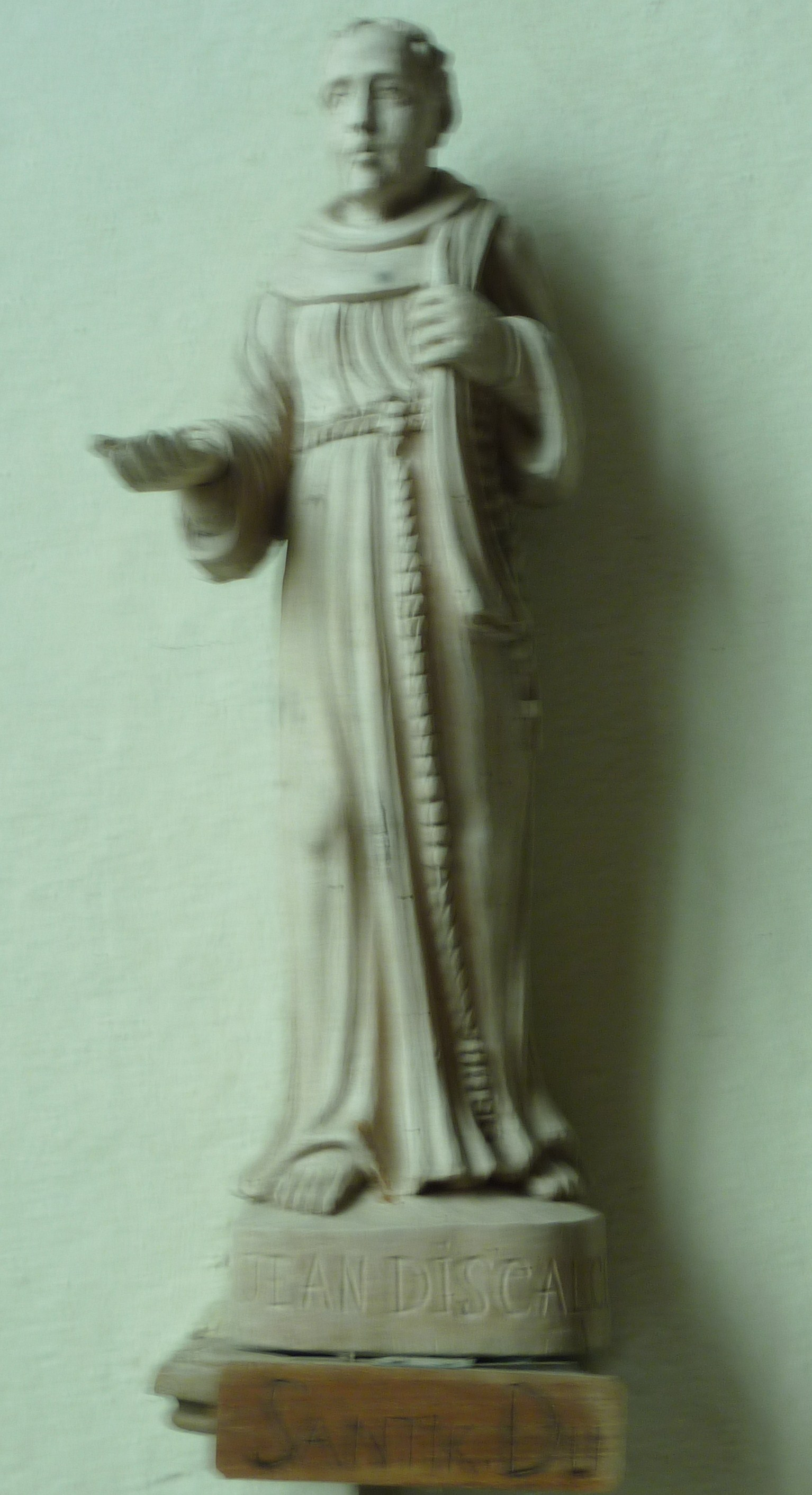
Église paroissiale : statue de saint Jean Discalceat dit santig Du
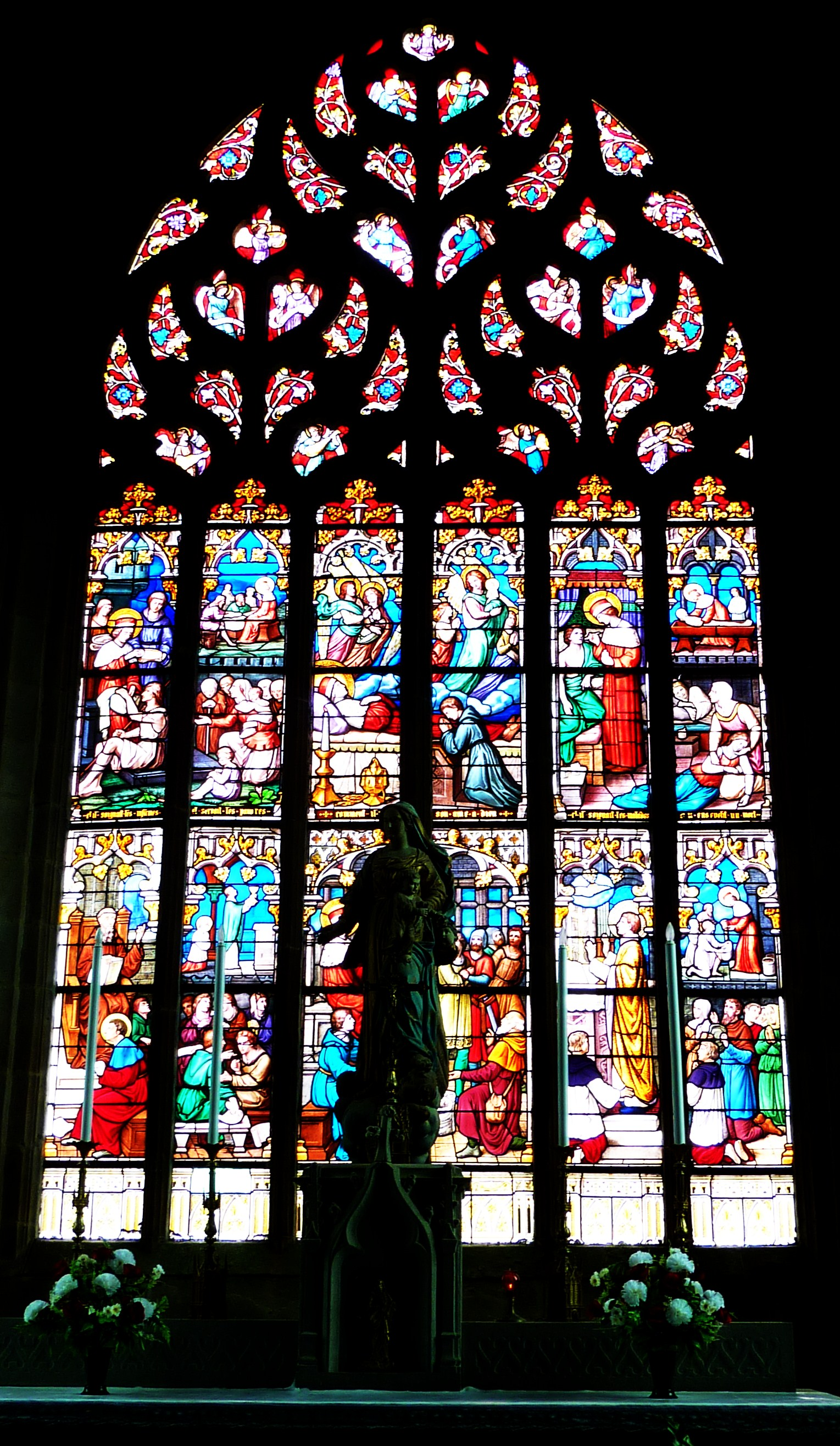
Église paroissiale : vitrail derrière le maître-autel racontant la vie de saint Yves
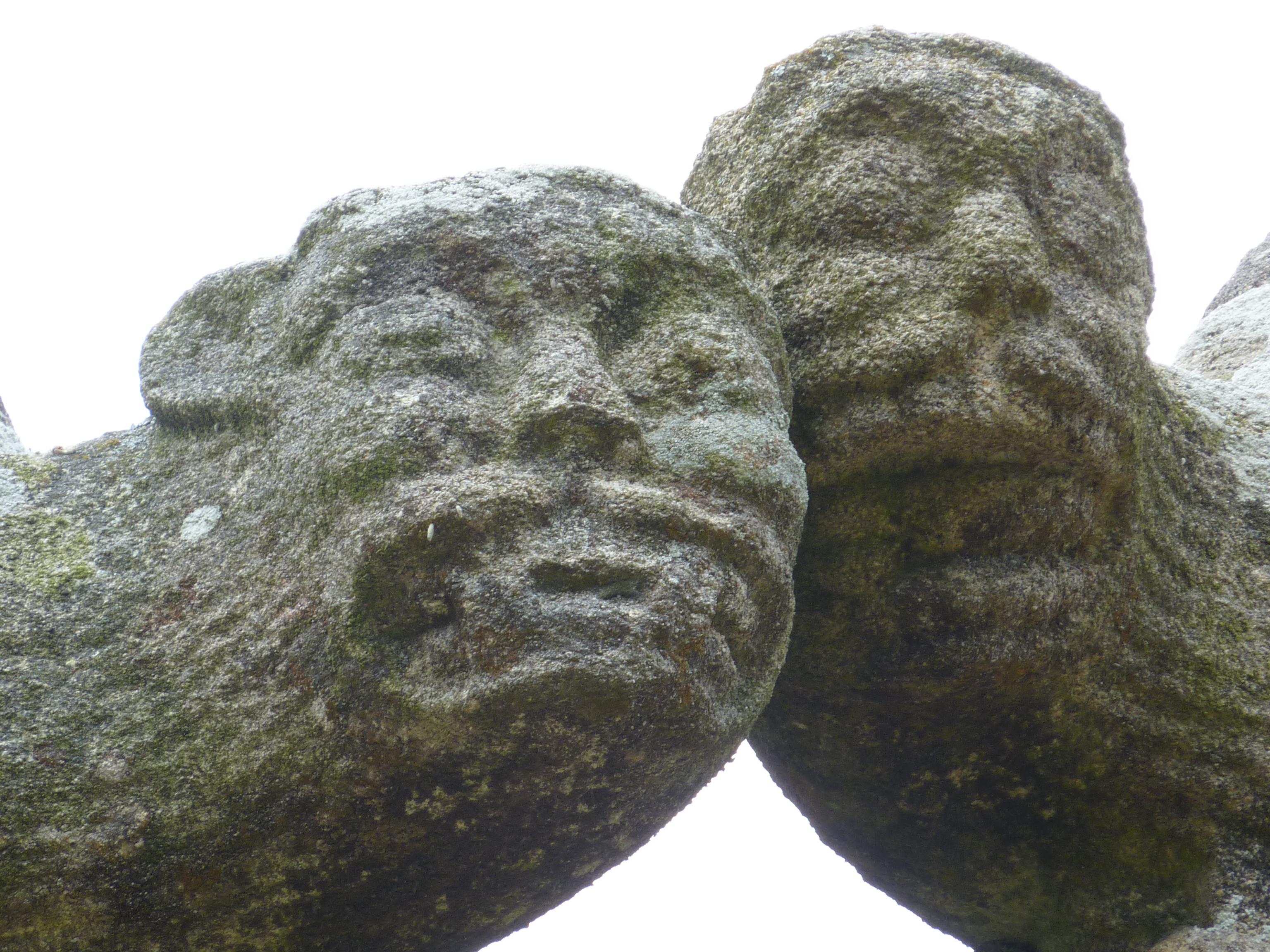
Église paroissiale : détail de deux gargouilles
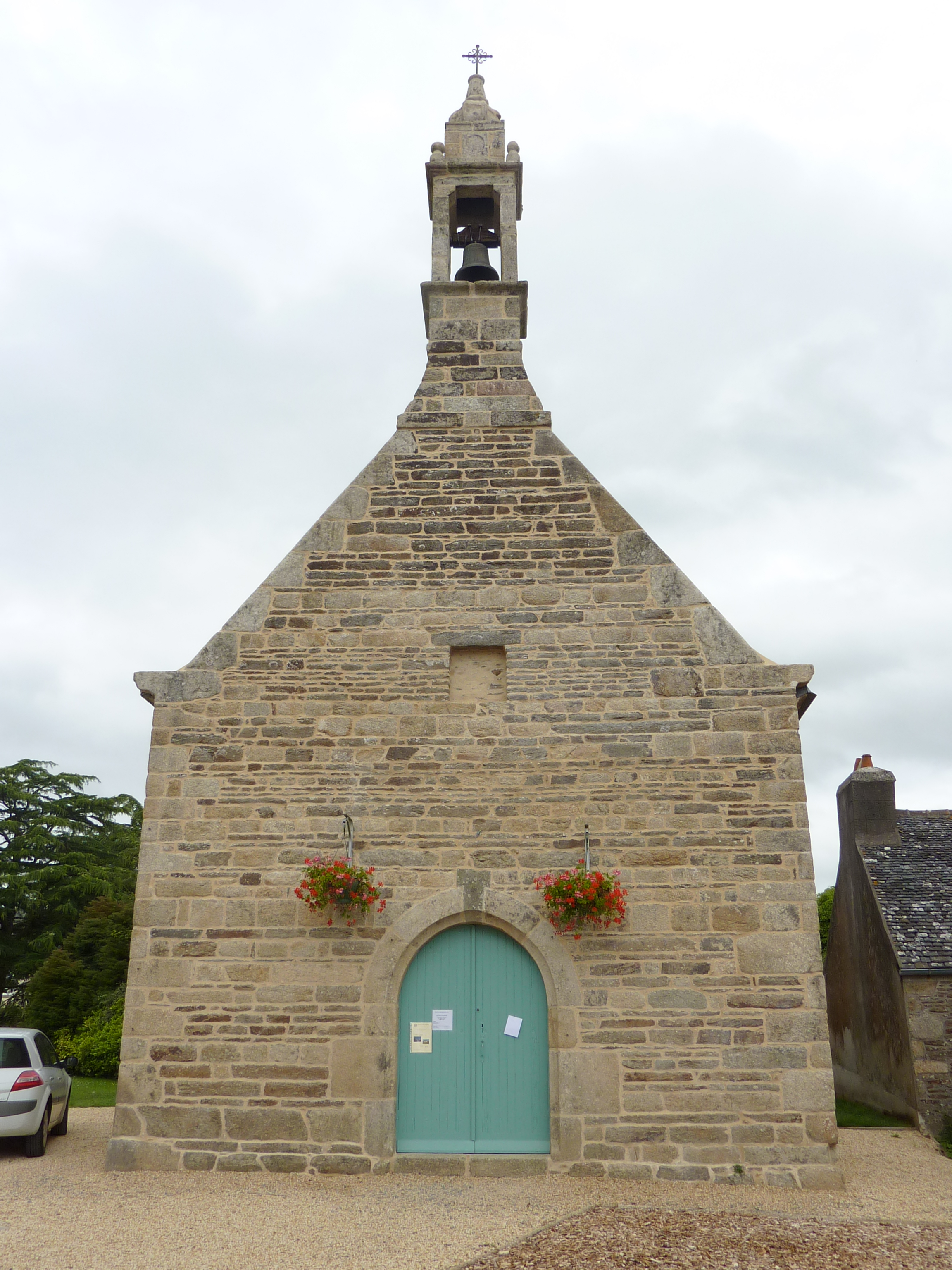
La chapelle Christ au sein de l'enclos paroissial date de 1745-1746 (ancienne chapelle de confrérie)

## Le calvaire
Le calvaire : œuvre de Bastien et Henry Prigent (qui ont construit aussi le calvaire de Pleyben), il a été érigé en 1554, repose sur un socle octogonal massif et mesure quatre mètres de haut. Sa statuaire abondante placée sur un double rang de corniches illustre les scènes de la vie (de l'Annonciation à la Résurrection) et de la Passion du Christ sans oublier, Trégor oblige, saint Yves entre le riche et le pauvre. Les vêtements portés par les personnages sont ceux des paysans et bourgeois du XVIe siècle, sauf pour le Christ et la Vierge Marie. Le calvaire fut renversé en 1794 et relevé en 1810. Sur le socle est gravée l'inscription : "Cette croix fut faite en MVLIIII à l'honneur de Dieu et Notre-Dame-de-Pitié et Monseigneur Saint Yves. Priez pour les trépassés". On retrouvait encore des traces de peinture et de dorure (les calvaires étaient peints).

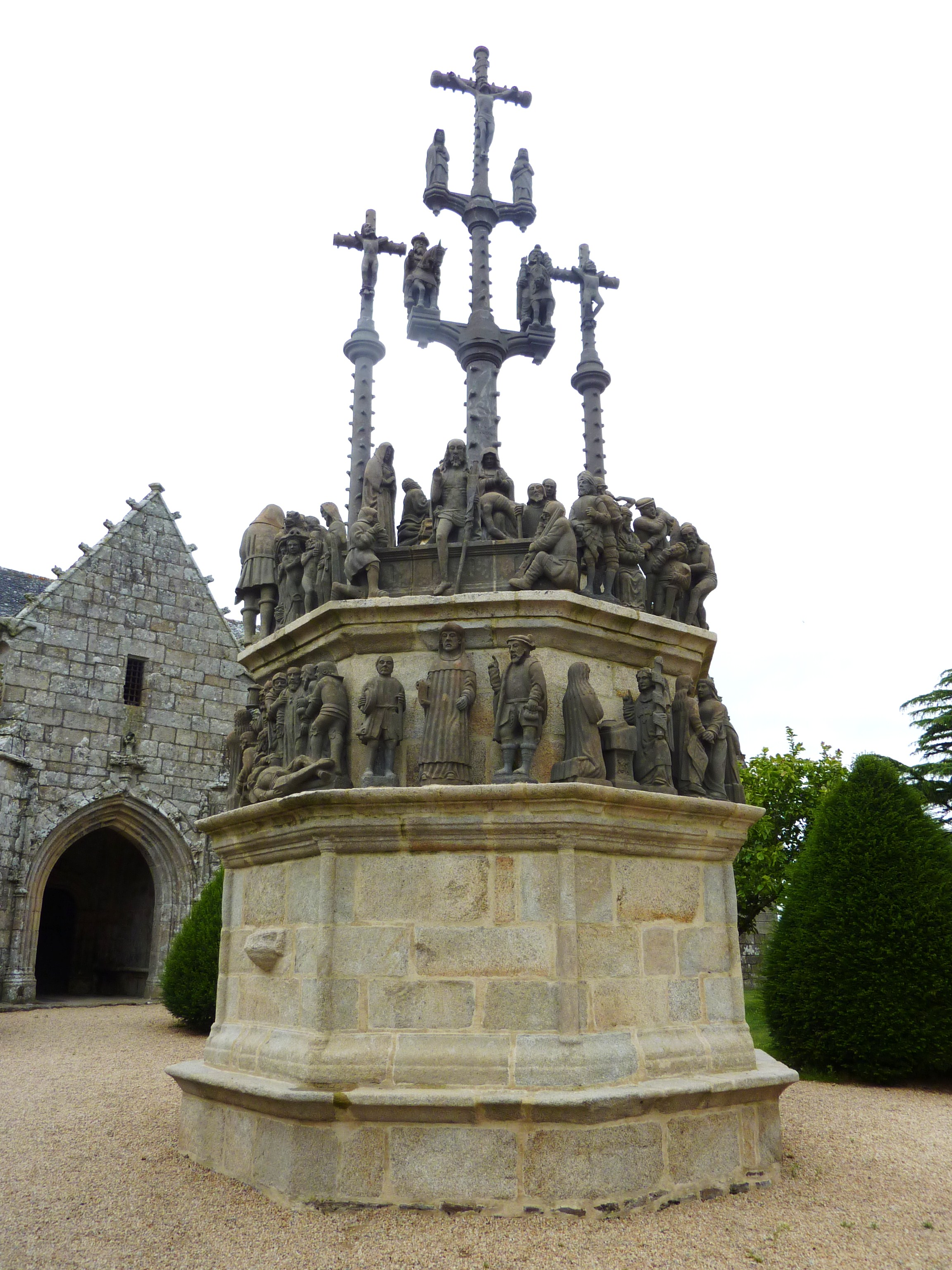
Le calvaire, vue d'ensemble

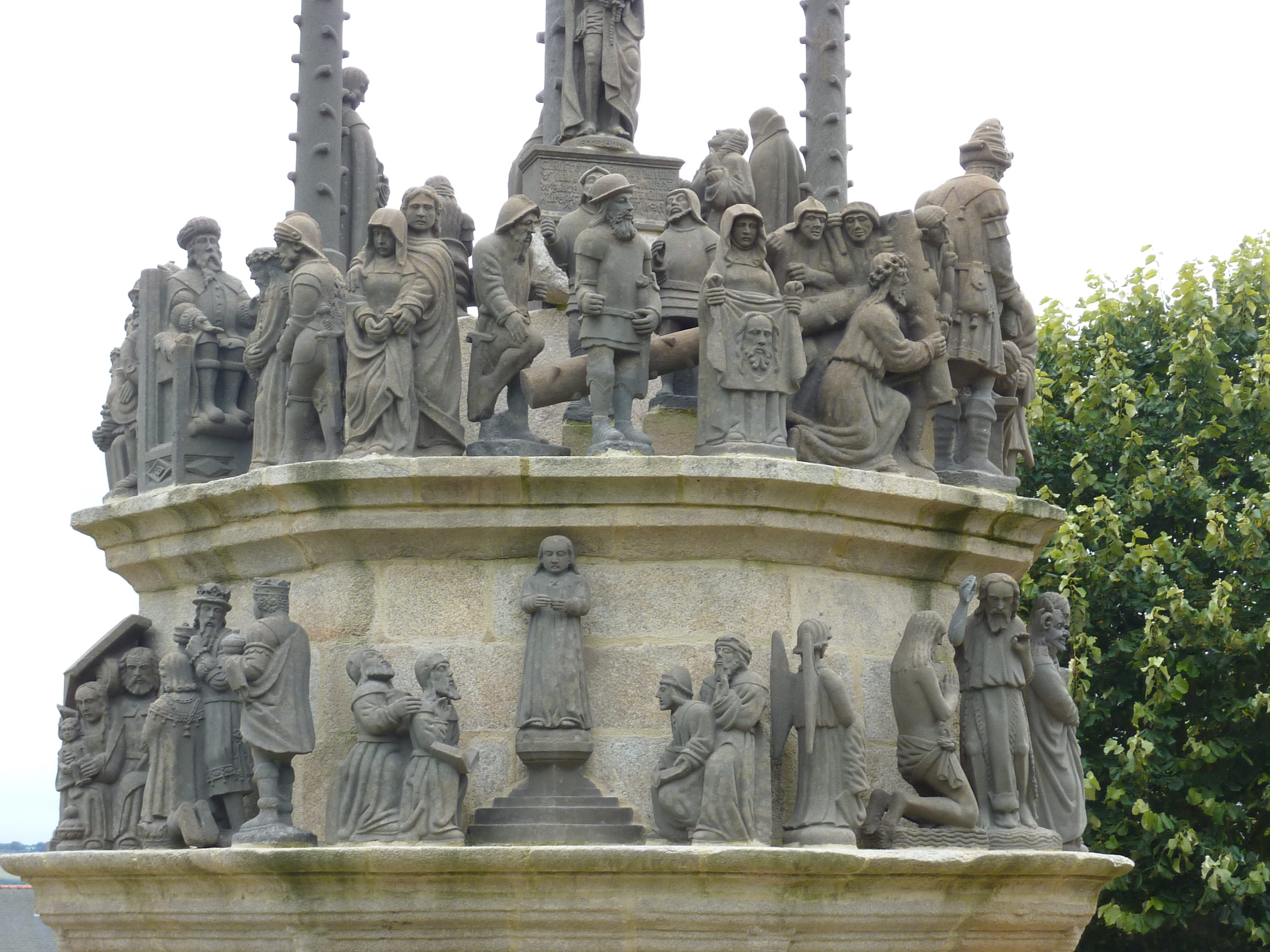
Vue partielle du calvaire
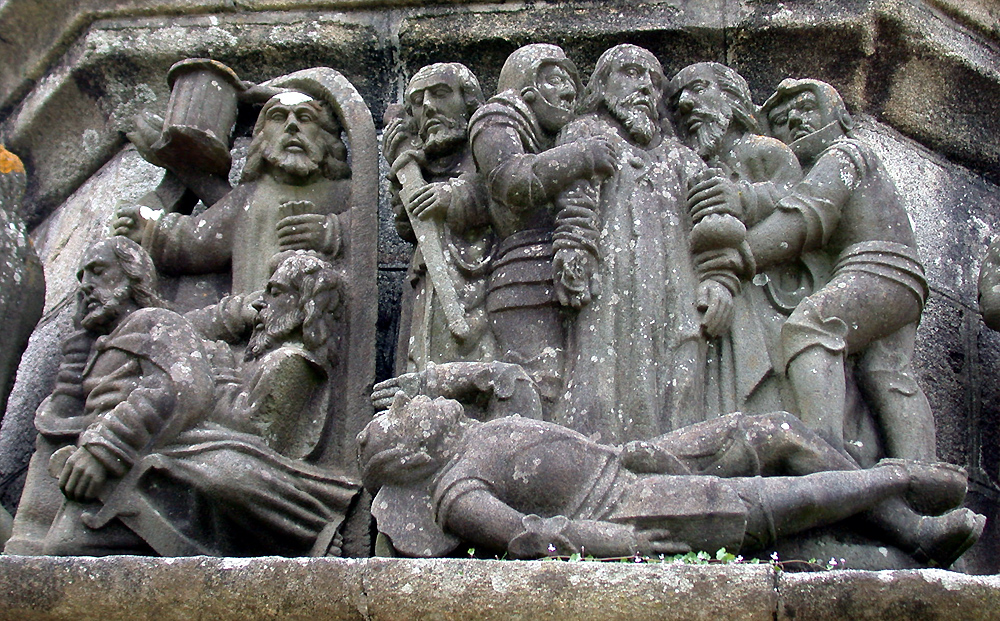
L'arrestation du Christ
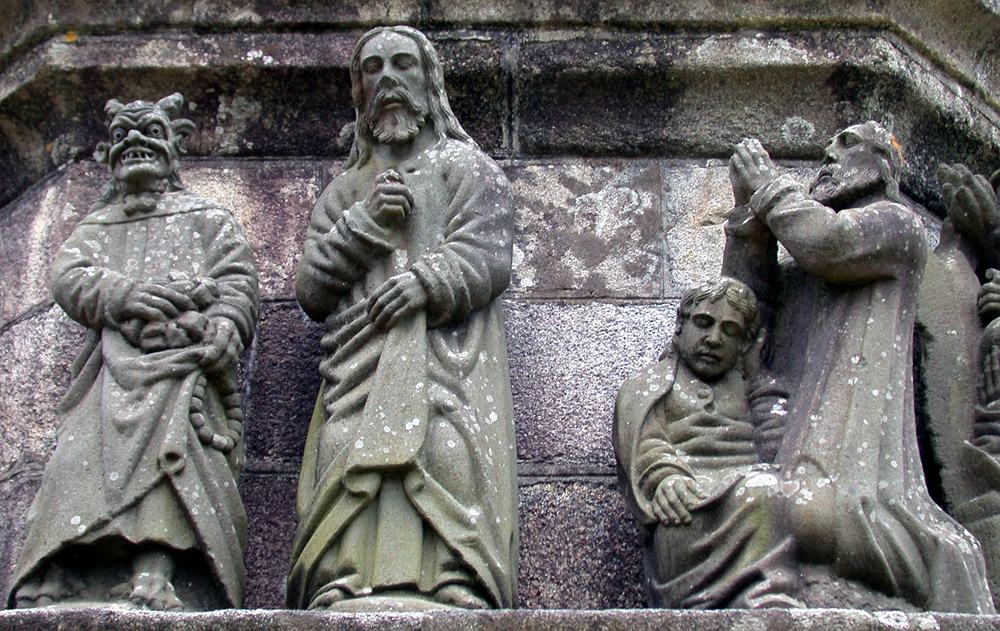
La tentation
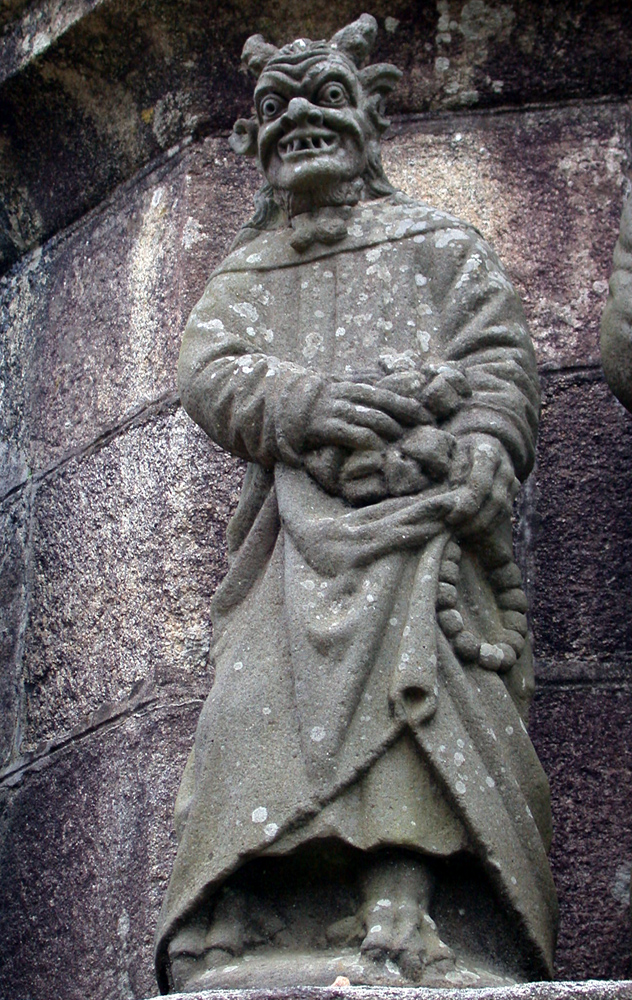
La tentation : le diable
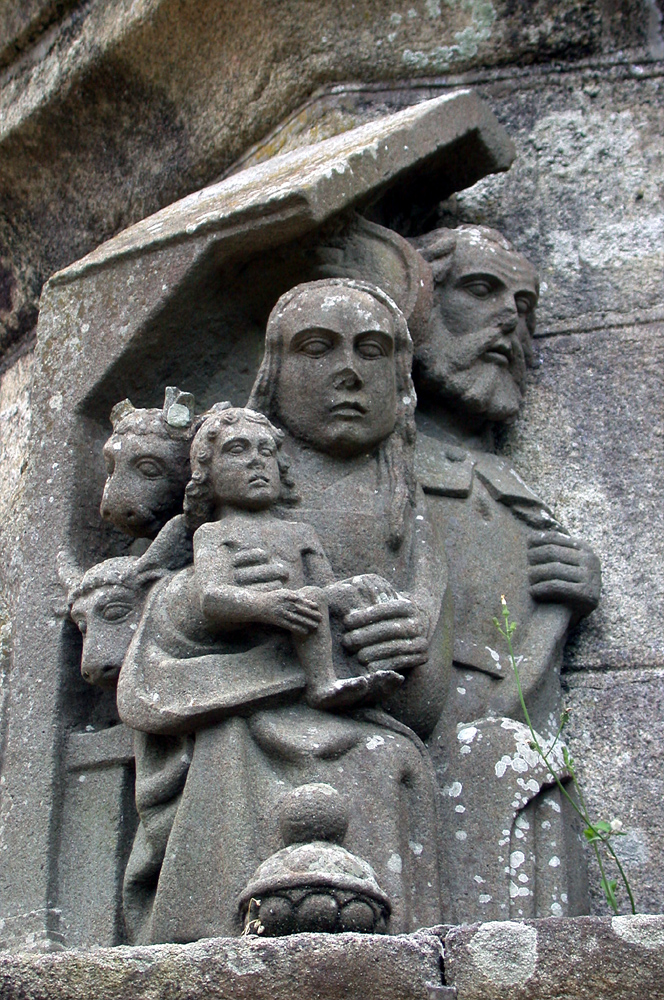
La nativité
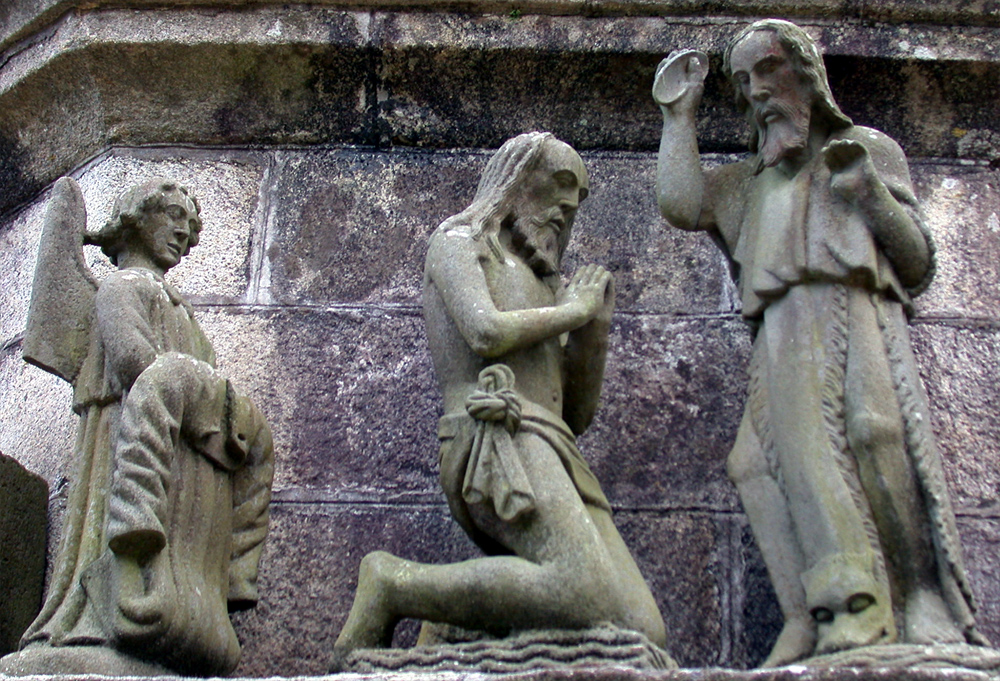
Le baptême
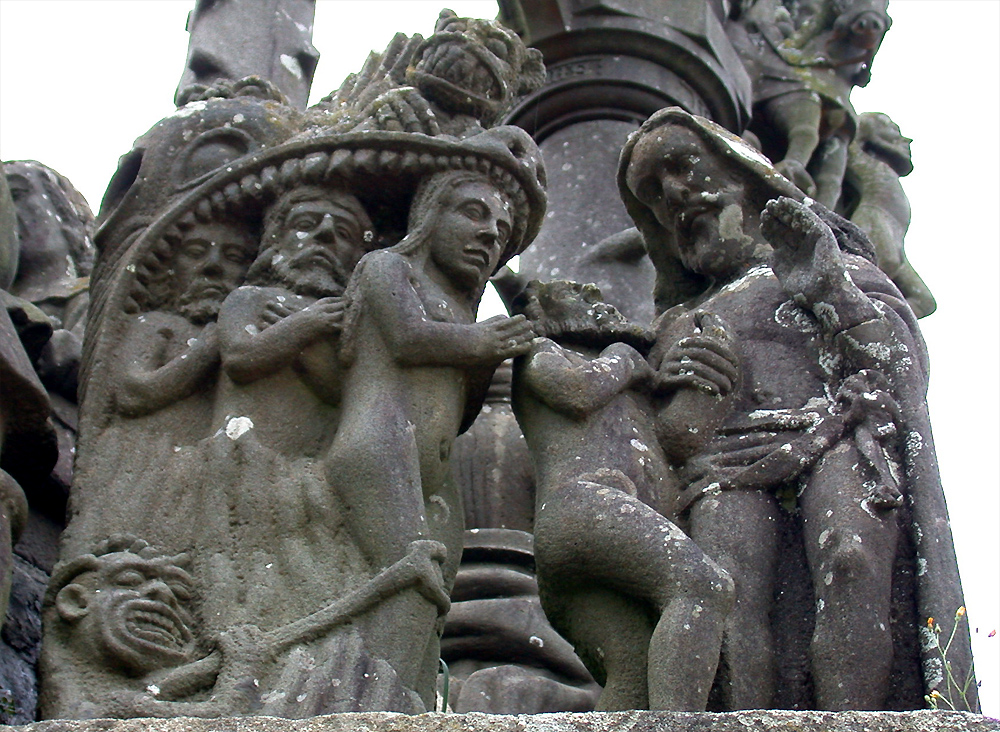
La descente aux Limbes (l'énorme gueule ouverte de l'enfer d'où surgissent des êtres humains)
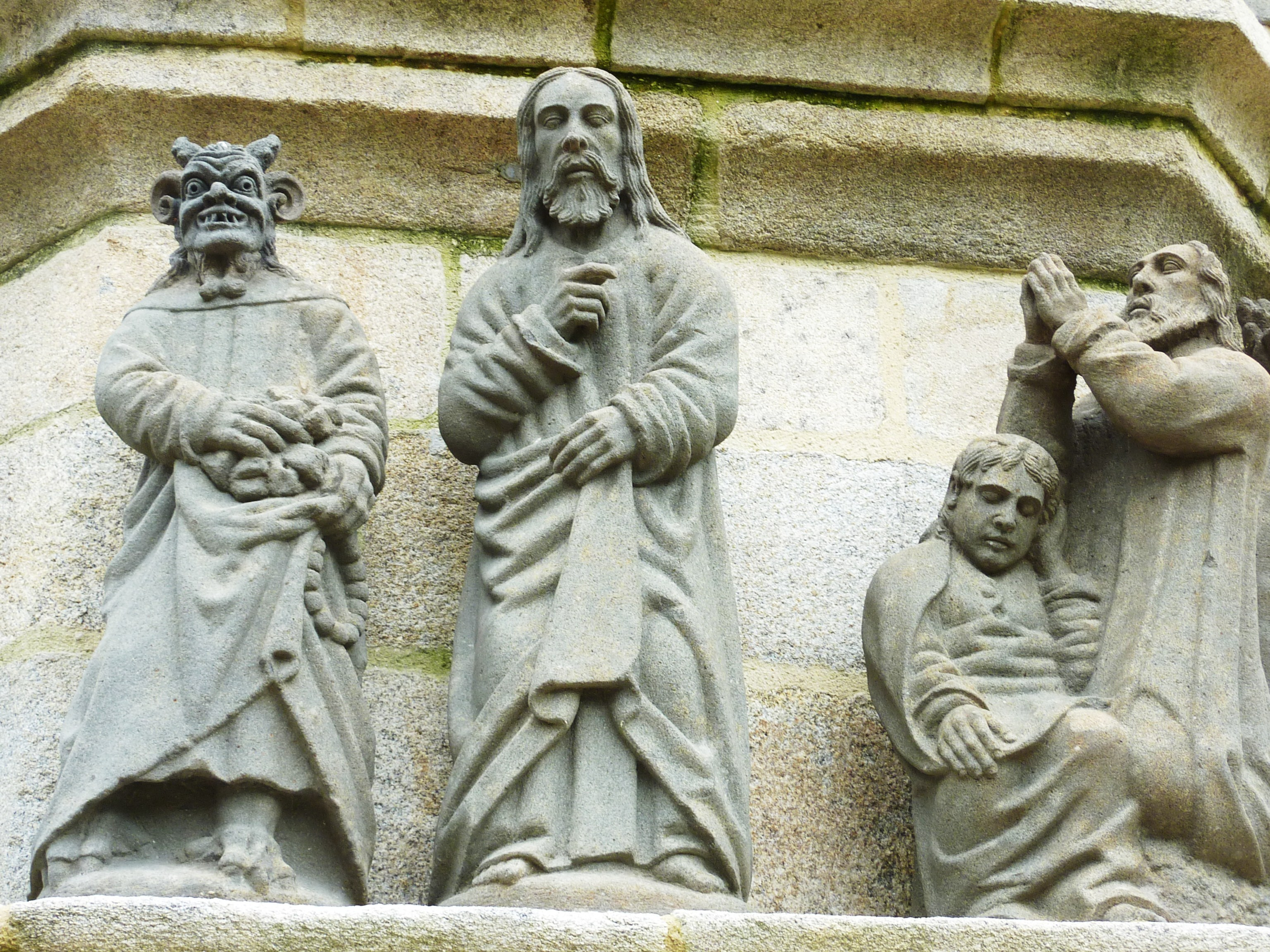
Le Christ et les deux larrons

## Chapelles et ossuaire
- la chapelle du Christ, ancienne chapelle de confrérie : sa sobriété contraste avec la riche décoration de l'église.

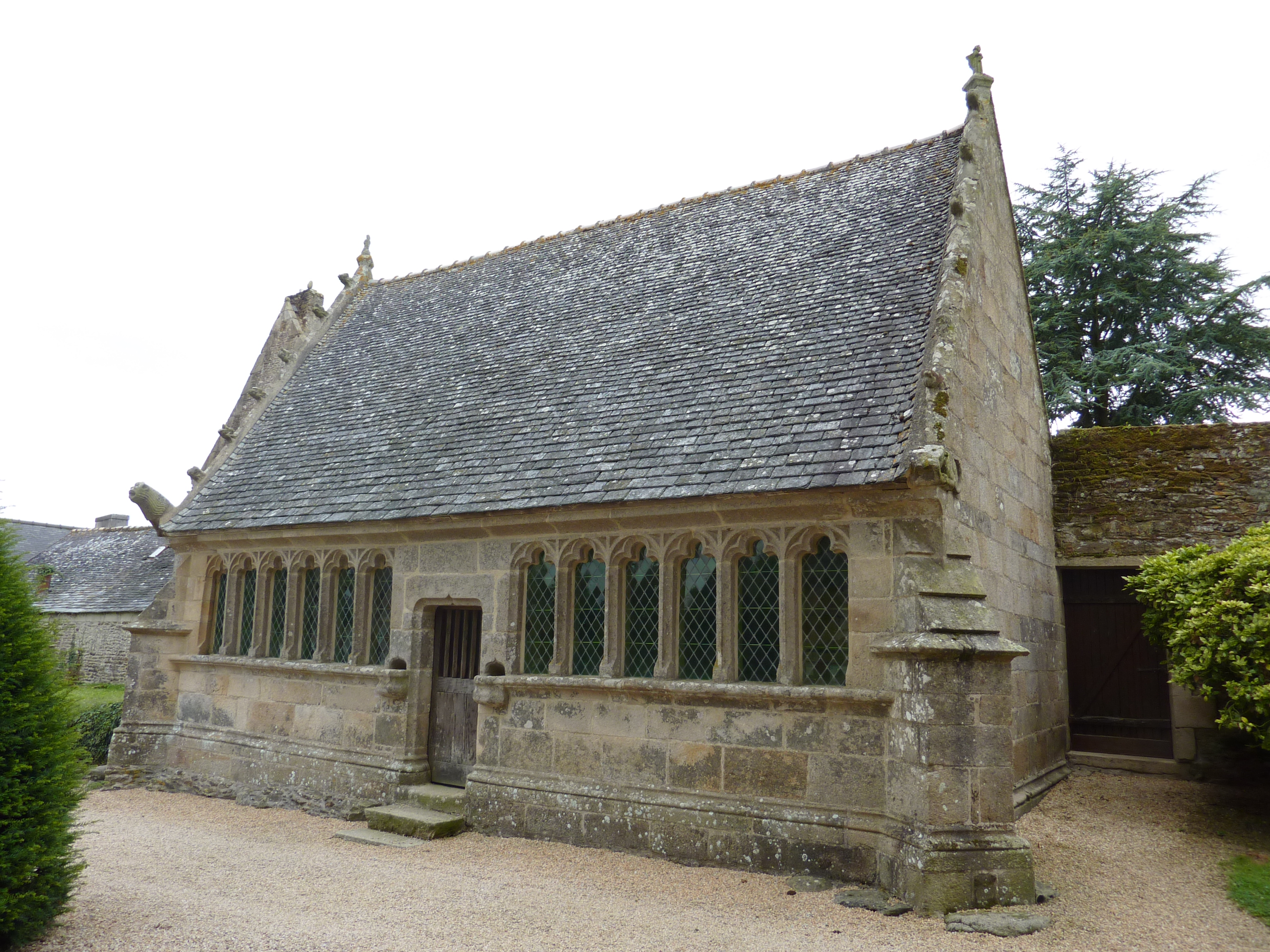
L'ossuaire

- le reliquaire ou ossuaire date du XVIe siècle : c'est une construction à pignons hérissés de crossettes, à la façade trouée d'une série d'arcatures gothiques trèflées à redents trilobés ; de part et d'autre de la porte se trouvent deux bénitiers. Ce fut aussi un  oratoire funéraire dédié à saint Eutrope[7]. Les ossements que l'ossuaire contenait ont été placés dans une fosse commune en 1884. L'ossuaire est recouvert d'ardoises de Commana, dites localement "ardoises de la Montagne".
- le tombeau de l'abbé Le Teurnier porte sa statue et est l'œuvre du sculpteur Yann Larc'hantec.

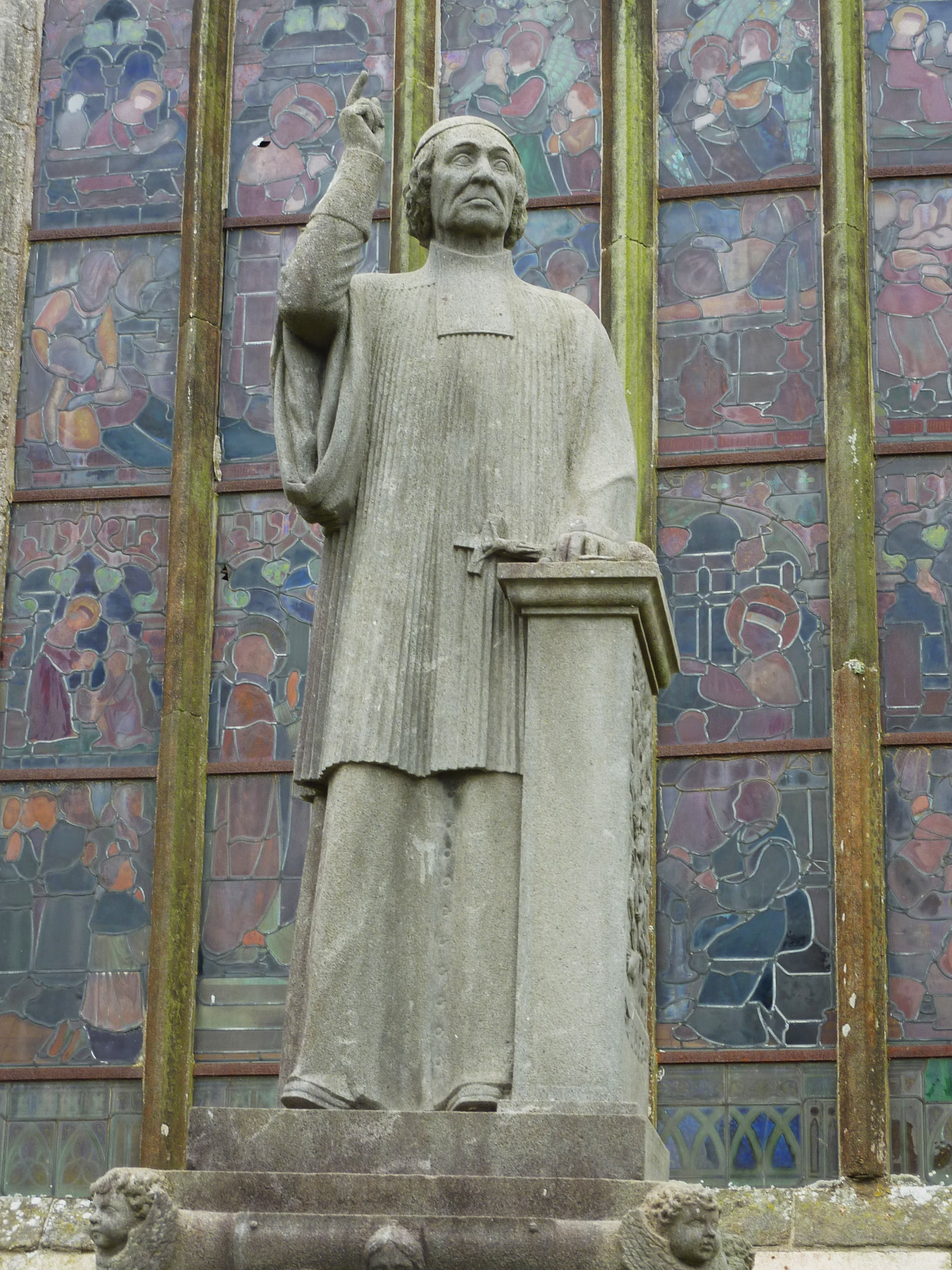
Statue de l'abbé Le Teurnier (Yann Larc'hantec)